# 業績
| ウィキペディアには「業績」という見出しの百科事典記事はありません（タイトルに「業績」を含むページの一覧/「業績」で始まるページの一覧）。 代わりにウィクショナリーのページ「業績」が役に立つかもしれません。 |